# Paywall

Fiktivní příklad paywallu

Paywall je metoda zpoplatnění webových stránek. Systém brání návštěvníkovi internetových stránek v přístupu do určitých částí a podmiňuje přístup k nim zaplacením nějaké částky. Nejčastěji se vyskytuje u internetových stránek tištěných deníků, které publikují svůj obsah i na webu. Poplatek může být jednorázový nebo opakovaný.
Zavedení paywall mívá vliv i na obsah. Například se snižuje podíl lokálních zpráv.

## Typy

### Soft paywall
Cílem je rozdělit obsah webu na bezplatný a placený. Čtenáři mají bezplatný přístup k "freemium" článkům, ale za přístup k "prémiovým" textům musí zaplatit.
Často se volí nějaký počet článků, které si uživatel může přečíst zdarma.

### Hard paywall
"Tvrdá" platební brána vždy vyžaduje platbu za zpřístupnění obsahu webu vždy. Tato metoda se používá především u zavedených portálů s extrémně specializovaným obsahem, např. lékařským, obchodním, geopolitickým. Zpravodajské weby s „tvrdými“ paywally mohou uspět, pokud:
- Poskytněte jejich obsahu přidanou hodnotu
- Zacilte na specializované publikum
- Již ovládnou svůj vlastní trh

### Akční paywall
Alternativní typy paywallů, kde je poplatek nehmotný a místo platby penězi je vyžadována konkrétní reakce příjemce, např. přihlášení nebo odběr newsletteru, zodpovězení otázky, vyplnění dotazníku, hodnocení zobrazeného produktu nebo loga atd.

## Paywall v Česku
- Blesk spustil placenou sekci v říjnu 2019[2]
- iDNES.cz spustil placenou sekci Premium v září 2019[2]